# Augusto Pestana
Augusto Pestana (Rio de Janeiro, 22 de maig de 1868 - 29 de maig de 1934) va ser un enginyer i polític brasiler.
Nascut en una família de funcionaris d'origen portuguès, Pestana va estudiar a l'Escola Politècnica de Rio de Janeiro. En la seva joventut, es va unir al moviment republicà i positivista del Brasil, que va ajudar a enderrocar la monarquia brasilera el 1889 en un cop d'estat militar encapçalat pel general Deodoro da Fonseca. Després de mudar-se a finals dels anys 1880 a Rio Grande do Sul, l'estat més al sud de Brasil, Pestana es va convertir en especialista en enginyeria ferroviària i administració pública, així com un dels principals dirigents del Partit Republicà Rio-Grandense. L'any 1898 va ser nomenat director de la colònia de Ijuí, un dels millors exemples d'integració racial i cultural al sud del Brasil. Quan Ijuí es va convertir en un municipi l'any 1912, Pestana ser el seu primer alcalde. El 1915, 1918, 1928 i 1930 va ser elegit diputat Federal per Rio Grande do Sul. Va ser Secretari d'Estat de Transport i Obres Públiques entre 1926 i 1928. La ciutat brasilera d'Augusto Pestana, a l'estat de Rio Grande do Sul du el seu nom.